# Михайловская (Ровдинское сельское поселение)
Михайловская — деревня в Шенкурском районе Архангельской области. Входит в состав муниципального образования «Ровдинское».

## География
Деревня расположена в южной части Архангельской области, в таёжной зоне, в пределах северной части Русской равнины, в 55 километрах на юго-запад от города Шенкурска, на правом берегу реки Суланда, притока Пуи. Ближайшие населённые пункты: на западе деревня Чекмаревская, на севере, на противоположенном берегу реки, деревня Никольская.
Часовой пояс
Михайловская, как и вся Архангельская область, находится в часовой зоне МСК (московское время). Смещение применяемого времени относительно UTC составляет +3:00.

## Население
| 2002 | 2010 | 2012 |
| ---- | ---- | ---- |
| 13   | ↘9   | →9   |

## История
Указана в «Списке населённых мест по сведениям 1859 года» в составе Шенкурского уезда(1-го стана) Архангельской губернии под номером «2078» как «Михайловская (Подгорская)». Насчитывала 10 дворов, 43 жителя мужского пола и 39 женского.
В «Списке населенных мест Архангельской губернии к 1905 году» деревня Михайловская(Подгорная) насчитывает 21 двор, 70 мужчин и 90 женщин.  В административном отношении деревня входила в состав Суландского сельского общества Ровдинской волости.
На 1 мая 1922 года в поселении 29 дворов, 52 мужчины и 86 женщин.